# Мадагаскарска тръстикова жаба
Мадагаскарските тръстикови жаби (Heterixalus madagascariensis) са вид земноводни от семейство Hyperoliidae.
Срещат се по североизточното крайбрежие на Мадагаскар.
Таксонът е описан за пръв път от френския зоолог Габриел Биброн през 1841 година.